# Gare de Donges
La gare de Donges est une gare ferroviaire française de la ligne de Tours à Saint-Nazaire, située sur le territoire de la commune de Donges, dans le département de la Loire-Atlantique, en région Pays de la Loire.
Elle est mise en service en 1857 par la Compagnie du chemin de fer de Paris à Orléans (PO). C'est aujourd'hui une halte ferroviaire de la Société nationale des chemins de fer français (SNCF) desservie par des trains express régionaux TER Pays de la Loire circulant entre Le Croisic ou Saint-Nazaire et Nantes.
La gare est déplacée en 2022 dans le cadre de la déviation de la ligne ferroviaire afin qu'elle ne traverse plus la raffinerie de Donges.

## Situation ferroviaire
Établie à 6 mètres d'altitude, l'ancien emplacement de la gare de Donges était situé au point kilométrique (PK) 480,988 de la ligne de Tours à Saint-Nazaire, entre les gares de Savenay et de Montoir-de-Bretagne ; le PK de l'emplacement de la nouvelle gare est inconnu.

## Histoire
Mise en service le 10 août 1857 par la compagnie du chemin de fer de Paris à Orléans (PO) avec la voie de Nantes à Saint-Nazaire, il s'agit d'une station de troisième classe ayant nécessité 52 200 fr pour l'ensemble de ces installations qui comprenaient notamment, un bâtiment voyageurs, appelé « débarcadère », et les aménagements de la gare marchandises.
Dès 1933, la raffinerie pétrolière de Donges appartenant au XXIe siècle à TotalEnergies va peu à peu se construire autour de la gare qui finit par se retrouver au milieu de l'emprise industrielle.
Un projet de contournement de cette raffinerie par le nord, rapprochant ainsi la ligne du bourg de Donges existe bien, mais sa mise en œuvre est sans cesse repoussé pour des raisons budgétaires, bien que l'existence des emprises ferroviaires gênent les projets d'expansion du site industriel voulu par Total.
Afin de débloquer la situation, la firme pétrolière semblait être disposée, au printemps 2015, à participer jusqu'à 50 millions d'euros au financement des travaux de contournement dont le coût est estimé entre 120 et 150 millions d'euros,,.
Un accord dans ce sens est attendu avant la fin de cette même année. La concertation publique se déroule du 14 septembre au 31 octobre 2015. Deux itinéraires étaient envisagés : l'un au nord de la route départementale n°100, au plus près du bourg de Donges, et donc le plus éloigné de la raffinerie ; l'autre plus au sud, moins éloigné de la raffinerie, et impliquant un dévoiement de la route départementale, ayant alors un impact plus important sur les zones humides, mais moindre sur le foncier. Plusieurs lieux d'implantation de la gare de Donges avaient également été étudiés.
Les procédures administratives et de travaux en vue de l'obtention d'une déclaration d'utilité publique ont finalement été validées en 2017 pour le tracé nord et un positionnement de la future gare au plus proche du bourg sur l'« avenue de la Gare », avec un début des travaux préparatoires en juin 2019 pour une mise en service en octobre 2022.
Le dernier train dans l'ancienne halte s'arrêta le 23 septembre à 20h05.
L'ultime phase des travaux est menée du 23 septembre au 7 octobre 2022, nécessitant la coupure totale de la ligne ferroviaire afin de raccorder le nouveau tracé, installer des appareils de voie, reprofiler le tracé et effectuer les essais ; l'objectif étant de rouvrir la ligne et inaugurer la nouvelle gare le 7 octobre à 18 h.

## Service des voyageurs

### Accueil
Halte SNCF, c'est un point d'arrêt non géré (PANG) à entrée libre, équipé de deux quais avec abris.

### Desserte
La gare est desservie par des trains TER Pays de la Loire circulant entre Saint-Nazaire ou Le Croisic et Nantes.

### Intermodalité
Un parc à vélos et un parking pour les véhicules sont aménagés. La nouvelle gare est desservie par la ligne de bus T4 du réseau Ycéo.